# Kalocorinnis wegneri
Kalocorinnis wegneri är en insektsart som beskrevs av Bragg 1995. Kalocorinnis wegneri ingår i släktet Kalocorinnis och familjen Prisopodidae. Inga underarter finns listade i Catalogue of Life.